# تشالنجر 1
الأف في 4030/4 تشالنجر (بالإنجليزية: Challenger 1 أي متحدي) دبابة قتال رئيسية بريطانية، دخلت الخدمة بالجيش البريطاني في عام 1983 وحتى عام 2000 حين حلت محلها الدبابة التشالنجر 2 الأحدث.
الدبابة تستخدم حالياً فقط من قبل المستخدم الوحيد الآخر وهو الجيش الأردني، وتم تسميه الدبابة بالحسين وتم تحديثها بشكل كبير لكي تكون بمثابة التشالنجر 2. تسلمت الأردن 288 وحدة من الجيش البريطاني بعد إحالة الدبابة من الخدمة بالإضافة إلى الدبابات السابقة.

## التطوير
إحدى أسباب إنتاج التشالنجر 1 يعود إلى طلب من إيران لدبابة متطورة من نوع تشيفتين والتي سميت شير 2. سبب أخر أيضا كان حاجة الجيش البريطاني لدبابة تحل مكان الدبابة تشيفتين والتي في منتصف السبعينات قد أكملت ما يقارب العشر سنوات في الخدمة وكان الجيش في حاجة لدبابة جديدة، خاصة لمواجهة الدبابات الحديثة في الترسانة السوفيتية مثل التي-72 والتي-64 والتي قيد التطوير مثل التي-80. تطورات في الدروع خاصة درع تشوبهام أظهر حاجة دبابات بحماية أفضل. أيضا فشلت بريطانيا وألمانيا في تطوير دبابة تطابق مواصفات الناتو بينهما من ما أدى بريطانيا لتطوير دبابة محلية الصنع.
في عام 1979 أدت الثورة في إيران إلى إلغاء الصفقة الإيرانية، والتي كان عددها 1,225 دبابة. هذه العوامل دفعت الجيش البريطاني لأخذ تصميم الدبابة شير 2 وتم تسيمة بالتشلنجر وذلك بعد رفض شراء كل من الأم1 أبرامز والليوبارد 2. وبعد تجارب الاختبارات، قبلت الدبابة بوساطة رئاسة الأركان العامة، في ديسمبر 1982، وسُلِّمَت أول دبابة تشالنجر للجيش البريطاني، في 12 أبريل 1983. تم صناعة 420 دبابة تشالنجر 1 بين عام 1983 و1990.

## التصميم
كان تصميم التشالنجر شبيها بالتشفتين من حيث توزيع طاقم الدبابة. ودرع كل من برج الدبابة وجسمها بالتشوبهام، لزيادة قدرتها على البقاء في ميدان القتال. أما مدفعها الرئيسي، فهو من عيار 120 مم، محلزن، من نوع أل11أي5، ذو واقٍ حراري، وقاذف دخان، ونظام مراجعة لتنسيق السبطانة، وجهاز توازن، في كلٍّ من الاتجاه والارتفاع والدبابة مزوَّدة بجهاز للرماية متكامل، مع جهاز لتقدير المسافة بالليزر، وأجهزة تسديد ومراقبة حرارية، لكلٍّ من القائد والرامي، وجهاز رؤية ليلى سلبي، للسائق.
تستخدم الدبابة عدة أنواع من الذخيرة، تشـمل: السابو التقليدية، والسابو المتزنة بالزعانف، والهش متعددة الأغراض، والدخان. تستطيع الدبابة حمل 64 قذيفة. تستخدم الدبابة أيضا الرشاش المتحد المحور للدبابة، هو من عيار 7.62 مم. أما الرشاش المضاد للطائرات، من عيار 7.62 مم، فهو مركب على فتحة القائد.

## تاريخ الخدمة
نشرت القوات البريطانية هذا النوع من الدبابات، في أواخر عام 1990، في المملكة العربية السعودية، أثناء حرب الخليج الثانية حيث استخدمتها في عملية عاصفة الصحراء، ضمن اللواء السابع المدرع، واللواء الرابع. وفي أوائل عام 1991، طوّرتها بتزويدها بدرع إيجابي متفجر، على مقدمتها وأجنابها، زاد قدرتها على البقاء في ميدان المعركة، كما ازدادت قوّتها النيرانية، باستخدام الذخيرة الجديدة، السابو المتزنة بالزعانف، والأقدر على الدقة المتناهية والاختراق. وخلال عملية عاصفة الصحراء" لم تصب أي دبابة من نوع التشالنجر 1 بينما تمكنت القوات البريطانية من تدمير 300 دبابة قتال عراقية.

## المستخدمون
- المملكة المتحدة
  - الجيش البريطاني، تم استبدالها بالتشالنجر 2.
- الأردن 392 دبابة وتسمى الحسين. هناك عدة متغيرات. يتم تحديثها لكي تصبح بمثابة التشالنجر 2.

## صور

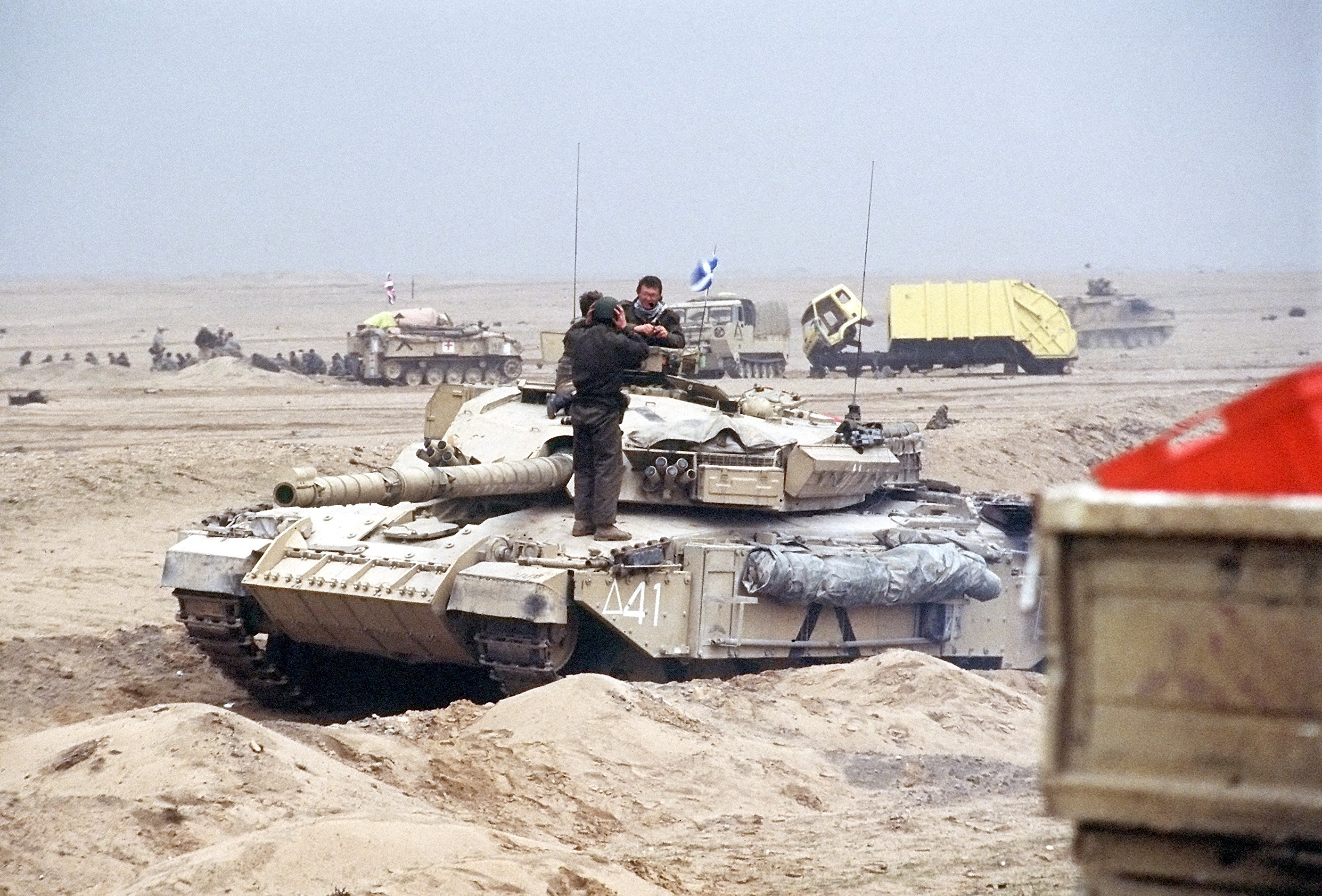
تشالنجر 1 قرب مدينة الكويت أثناء حرب الخليج.
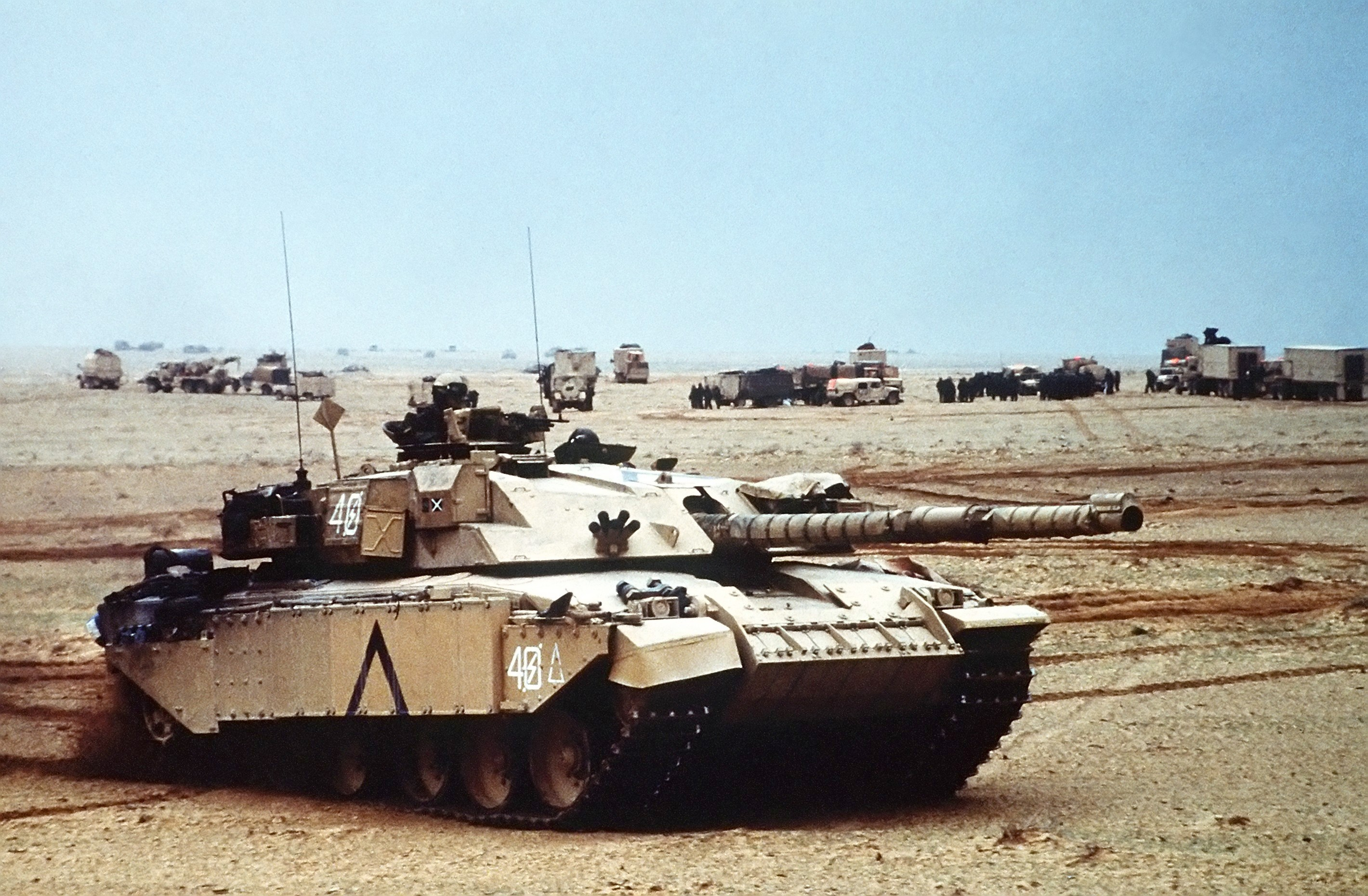
تشالنجر 1 أثناء حرب الخليج.
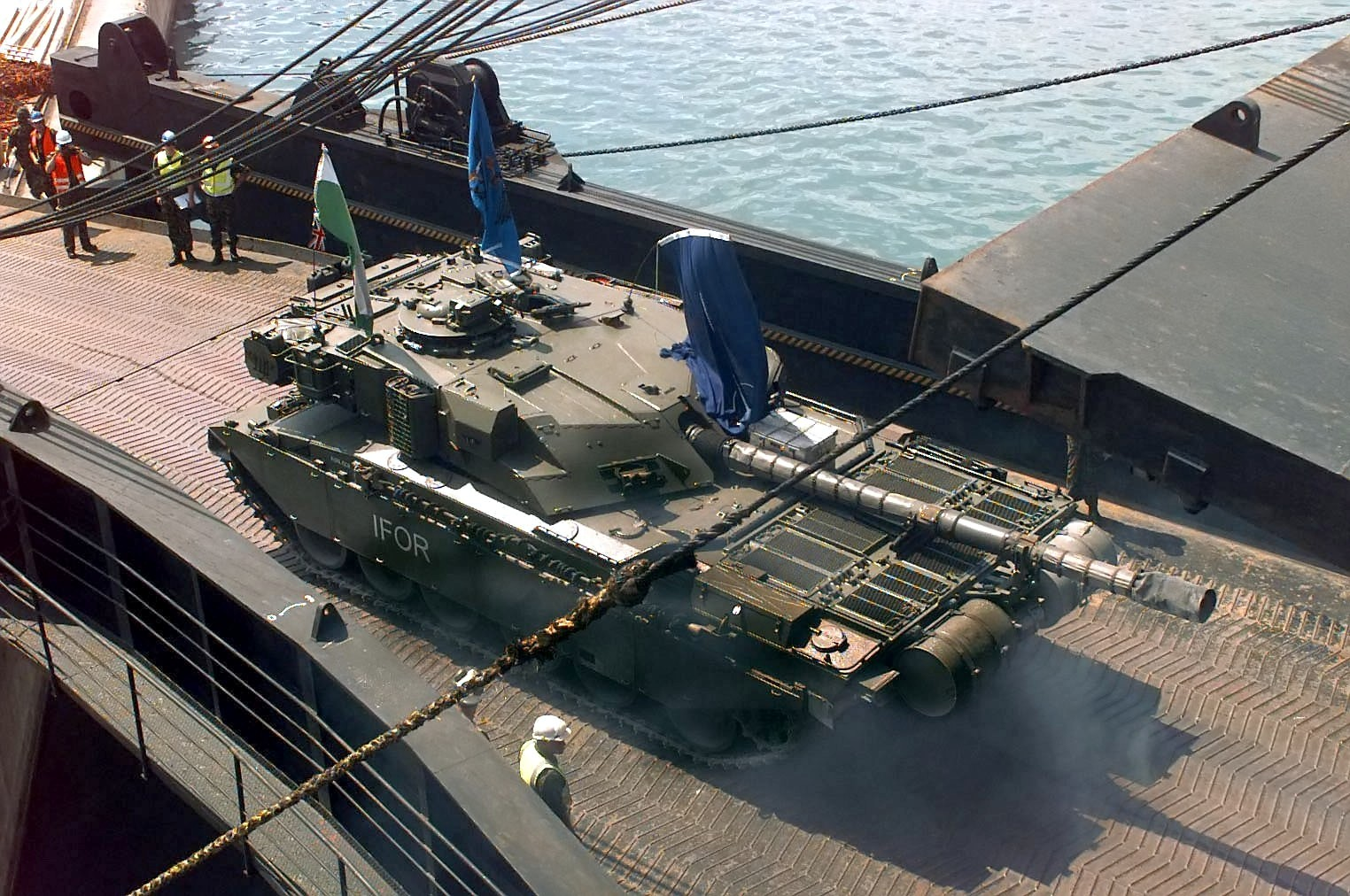
تنزيل الدبابة في كرواتيا في مهمة حفظ السلام.